# Comté de Muscogee
Le comté de Muscogee est un comté de Géorgie, aux États-Unis.
La ville de Columbus s'étend sur toute la superficie du comté, les deux administrations ayant fusionné en 1971.

## Démographie
| 1830  | 1840   | 1850   | 1860   | 1870   | 1880   |
| ----- | ------ | ------ | ------ | ------ | ------ |
| 3 508 | 11 699 | 18 578 | 16 584 | 16 663 | 19 322 |

| 1890   | 1900   | 1910   | 1920   | 1930   | 1940   |
| ------ | ------ | ------ | ------ | ------ | ------ |
| 27 761 | 29 836 | 36 227 | 44 195 | 57 558 | 75 494 |

| 1950    | 1960    | 1970    | 1980    | 1990    | 2000    |
| ------- | ------- | ------- | ------- | ------- | ------- |
| 118 028 | 158 623 | 167 377 | 170 108 | 179 278 | 186 291 |

| 2010    | 2020    | - | - | - | - |
| ------- | ------- | - | - | - | - |
| 189 885 | 206 922 | - | - | - | - |